# Buthpolder
De Buthpolder is een polder ten noordwesten van Axel, behorende tot de Polders tussen Axel, Terneuzen en Hoek, in de Nederlandse provincie Zeeland. 
De polder, ontstaan uit de Kleine Butpolder en de Groote Butpolder, werd -na inundatie- in zijn oorspronkelijke vorm herdijkt in 1606. Tot de belanghebbenden behoorden de Zierikzeese patriciërs Bonifacius de Jonge, Nicolaas Cauwe, Daniël Anthonisz en Cornelis Mulocq.
In het zuiden grenst de polder aan de Axelse Kreek. De in de polder aanwezige Buthkreek is niet meer dan een smalle waterloop.